# Paul Evans (Eishockeyspieler, 1955)
Paul Edward Vincent Evans (* 24. Februar 1955 in Peterborough, Ontario) ist ein ehemaliger kanadischer Eishockeyspieler, der im Verlauf seiner aktiven Karriere zwischen 1973 und 1979 unter anderem 234 Spiele in der Central Hockey League (CHL) auf der Position des rechten Flügelstürmers bestritten hat. Zudem absolvierte Evans weitere 13 Partien für die Toronto Maple Leafs in der National Hockey League (NHL). Seine jüngeren Brüder Doug und Kevin waren ebenfalls professionelle Eishockeyspieler und in der NHL aktiv.

## Karriere
Evans verbrachte seine Juniorenzeit zwischen 1973 und 1975 in der Ontario Hockey Association (OHA) bzw. deren Nachfolgeliga, der Ontario Major Junior Hockey League (OMJHL), wo er für die Peterborough Petes aus seiner Geburtsstadt Peterborough auflief. Parallel dazu war er auch als Lacrossespieler aktiv und wurde dort mit seiner Mannschaft im Jahr 1973 kanadischer Juniorenmeister. Evans selbst wurde im Rahmen des Minto Cup genannten Wettbewerbs als Most Valuable Player ausgezeichnet.
Nachdem er im Frühsommer 1975 sowohl im NHL Amateur Draft 1975 in der neunten Runde an 149. Stelle von den Toronto Maple Leafs aus der National Hockey League (NHL) als auch im WHA Amateur Draft 1975 in der 13. Runde an 162. Position von den Indianapolis Racers aus der zu dieser Zeit mit der NHL in Konkurrenz stehenden World Hockey Association (WHA) ausgewählt worden war, wechselte der Stürmer im Herbst desselben Jahres in den Profibereich. Die Toronto Maple Leafs hatten sich die Dienste ihres Nachwuchstalents gesichert und setzten ihn in der Saison 1975/76 zunächst bei ihrem Farmteam, den Oklahoma City Blazers, in der Central Hockey League (CHL) ein. Ab der folgenden Spielzeit war Evans für zwei Jahre bei Torontos neuem CHL-Kooperationspartner Dallas Black Hawks aktiv. In diesem Zeitraum kam er aber auch zu 13 Einsätzen in der NHL für die Maple Leafs – zwei davon im Rahmen der Stanley-Cup-Playoffs 1977. Im Spieljahr 1978/79 war der 23-Jährige schließlich in der International Hockey League (IHL) aktiv, wo er Einsätze bei den Saginaw Gears und Flint Generals absolvierte. Anschließend beendete er seine aktive Karriere nach der Saison vorzeitig.

### International
Für sein Heimatland nahm Evans mit der kanadischen U20-Nationalmannschaft an der ersten, noch inoffiziellen Junioren-Weltmeisterschaft 1974 im sowjetischen Leningrad teil. Dabei belegte der Stürmer mit der Mannschaft den dritten Rang. In fünf Turnierspielen steuerte er zwei Scorerpunkte zum Medaillengewinn bei.

## Erfolge und Auszeichnungen
- 1974 Bronzemedaille bei der Junioren-Weltmeisterschaft

## Karrierestatistik

### International
Vertrat Kanada bei:
- Junioren-Weltmeisterschaft 1974

(Legende zur Spielerstatistik: Sp oder GP = absolvierte Spiele; T oder G = erzielte Tore; V oder A = erzielte Assists; Pkt oder Pts = erzielte Scorerpunkte; SM oder PIM = erhaltene Strafminuten; +/− = Plus/Minus-Bilanz; PP = erzielte Überzahltore; SH = erzielte Unterzahltore; GW = erzielte Siegtore; 1 Play-downs/Relegation; Kursiv: Statistik nicht vollständig)